# Michael Harengerd
Michael Harengerd (* 5. März 1946 in Bad Rothenfelde) ist ein deutscher Biologe und Naturschützer. Harengerd engagiert sich für den Vogelschutz und gehört zu den Initiatoren und Wegbereitern der Biologischen Station Rieselfelder Münster.

## Leben
Als Sohn eines Handelsvertreters wuchs Michael Harengerd in Münster auf und besuchte das Johann-Conrad-Schlaun-Gymnasium. Nach dem Abitur und Wehrdienst studierte er von 1967 bis 1973 Biologie, zunächst in Münster, dann in Bonn. Er absolvierte ab 1977 ein Referendariat innerhalb der Lehrerausbildung, dem 1980 eine zweijährige Tätigkeit als Studienassessor folgte. Von 1982 bis zu seiner Pensionierung war Harengerd als Studienrat tätig. Harengerd promovierte 1983 bei dem Zoologen Jochen Niethammer mit einer Arbeit über den Kampfläufer.
Mit der Vogelbeobachtung begann Harengerd als Fünfzehnjähriger im Gebiet der Rieselfelder Münster. Sie dienten seit 1901 zur Abwasserentsorgung. Ein durch Schleusen reguliertes Grabensystem transportierte die Abwässer auf ein durch Wälle parzelliertes Gelände. Der dortige Sandboden filterte das Wasser aus den überstauten Flächen und ein Drainagesystem leitete es ab. Diese Bewässerungstechnik erzeugte gedüngte Flächen, die zum landwirtschaftlichen Anbau genutzt wurden. Als Zeichen der Kapazitätsgrenzen standen immer mehr Flächen ganzjährig unter Wasser, was zur Folge hatte, dass Wat- und Wasservögel ein geeignetes Biotop vorfanden und zur Brut- und Zugzeit in großer Zahl zu beobachten waren. Dieses Areal war eine ornithologische Attraktion, die in den 60er Jahren nur einigen Vogelkundlern bekannt war.
Harengerd kam 1962 in Kontakt mit dem Westfälischen Naturwissenschaftlichen Verein. Dort engagierte er sich in der Arbeitsgemeinschaft zur Erfassung der Vogelwelt Westfalens. Daraus entstand eine Zusammenarbeit mit älteren Vogelkundlern um Werner Prünte (1940–2010) und er schrieb Beiträge in deren neugegründetem Journal Anthus.
Der Abiturient Michael Harengerd machte als Erster die Öffentlichkeit auf den ökologischen und wissenschaftlichen Wert der überstauten Flächen aufmerksam. In einem Zeitungsartikel warb er für den Erhalt der Rieselfelder – nach dem geplanten Neubau einer Kläranlage – als Lebensraum für Wat- und Wasservögel. Eine erste Aktion mit dieser Zielsetzung gelang 1968 in Zusammenarbeit mit Unterstützern. Eine mobile ornithologische Station konnte aufgestellt werden. 1974 konnte ein Teil der Fläche von der Stadt Münster gepachtet werden; zur Umsetzung der ausgearbeiteten Naturschutzmaßnahmen wurde ein Verein gegründet. Die Biologische Station Rieselfelder Münster war der erste eingetragene Verein, in dem Ehrenamtliche an der Errichtung eines Reservates arbeiteten. Die Station war ein Vorbild für weitere Neugründungen und sie war „[…] jahrzehntelang eine der zentralen Stellen für die Sozialisierung zum Naturschützer – mit Folgen für ganz Deutschland“.
Die Hauptverantwortung im Verein lag und liegt bis heute bei Michael Harengerd. Erfolge stellten sich 1978 und 1983 ein: Die Rieselfelder wurden zum Europareservat beziehungsweise zum Schutzgebiet gemäß der Ramsar-Konvention erklärt. Zu Beginn der 1990er Jahre bekam das Reservat durch ein Förderprogramm der Europäischen Union seine heutige, erweiterte Ausgestaltung. Rund 30 Jahre nach der Vereinsgründung wurde am Ende des Jahrzehnts ein neuer Pachtvertrag abgeschlossen und die Anerkennung als Natura2000-Gebiet ausgesprochen.
Harengerd stellt sich den Auseinandersetzungen mit den unterschiedlichsten politischen Ebenen um die Akzeptanz und die Umsetzung des Naturschutzes. Er trat 1977 dem Bund für Umwelt und Naturschutz Deutschland bei und war von 1992 bis 1998 der Landesvorsitzende des BUND in Nordrhein-Westfalen.
Harengerd war bis in die 1970er Jahre ein Pionier auf dem Gebiet ökologischer Zielsetzungen. Danach wandelte sich allmählich die Einstellung zum Natur- und Landschaftsschutz in der Politik. Es entwickelte sich zum einen ein behördlicher Naturschutz, der die vorhandenen Biologischen Stationen in seine Direktive brachte und auch neue gründete. Zum anderen entwickelte sich ein neuer Führungsstil. Bei Planungsprozessen räumte der Gesetzgeber dem in den 1970er Jahren entstandenen Verbandsnaturschutz, aber auch dem zivilgesellschaftlichen Engagement ein Mitwirkungsrecht ein. Harengerd engagiert sich seitdem auf beiden Feldern und er möchte als Stationsleiter möglichst unabhängig von staatlichen Vorgaben bleiben. Für ihn steht fest, dass er als ein in die politischen Strömungen nicht eingebundener Ehrenamtlicher ein effektiverer Interessenvertreter für den Naturschutz ist.

## Auszeichnungen
- 26. November 1979: Bundesverdienstkreuz am Bande[16]

## Werke
- Die Tundra ist mitten in Deutschland 2. Auflage, Kilda-Verlag, Greven 1973.